# Chanthaphone Waenvongsoth
Chanthaphone Waenvongsoth  (* 4. November 1994 in Vientiane) ist ein laotischer Fußballspieler.

## Karriere

### Verein
Seinen ersten Vertrag unterschrieb Chanthaphone Waenvongsoth bei Hoàng Anh Gia Lai in Attapeu. Der Verein spielte in der höchsten Spielklasse des Landes, der Lao Premier League. 2015 wechselte er zum Ligakonkurrenten Electricite du Laos FC. 2018 ging er nach Thailand und unterschrieb einen Vertrag beim Viertligisten Nan FC. Der Zweitligist Khon Kaen FC verpflichtete ihn Anfang 2019. Mitte 2019 wurde der Vertrag aufgelöst. Von Mitte 2019 bis Ende Juni 2020 war er vereinslos. Am 1. Juli 2020 unterschrieb er einen Vertrag beim laotischen Erstligisten Lao Toyota FC in Vientiane. Hier stand er bis Ende 2021 unter Vertrag. Für den Verein, der sich in FC Chanthabouly umbenannte, absolvierte er 14 Erstligaspiele. Im Januar 2022 wechselte er zum Erstligisten Young Elephants FC. 2022 gewann er mit den Elephants den Lao FF Cup sowie die laotische Meisterschaft. Ein Jahr später gewann er mit den Elephants erneut die Meisterschaft.

### Nationalmannschaft
Chanthaphone Waenvongsoth spielt seit 2013 für die laotische Nationalmannschaft. Bisher stand er sechsmal für Laos auf dem Spielfeld.

## Erfolge
Lao Toyota FC
- Laotischer Meister: 2020

Young Elephants FC
- Laotischer Meister: 2022, 2023
- Laotischer Pokalsieger: 2022